# Martin Short
Martin Hayter Short, född 26 mars 1950 i Hamilton, Ontario, är en kanadensisk komiker, skådespelare, sångare och manusförfattare. Short är känd för sitt arbete med TV-program som Second City Television och Saturday Night Live. Han har spelat huvudroller i komedifilmer som Tre amigos (1986), 24-timmarsjakten (1987), Tre på rymmen (1989), Brudens far (1991), Rena rama turen (1991), Kapten Trubbel (1992), Brudens far 2 (1995), Mars Attacks! (1996) och Djungel till djungel (1997). 
Martin Short har även medverkat i TV-serierna How I Met Your Mother, Modern Family och Only Murders In The Building och som röstskådespelare i datorspelet Creature Crunch.
Martin Short var gift med skådespelaren Nancy Dolman fram till hennes död 2010. Paret hade tillsammans en dotter och två söner.

## Filmografi i urval
- 1986 – Tre amigos
- 1987 – 24-timmarsjakten
- 1989 – Tre på rymmen
- 1989 – The Big Picture
- 1991 – Brudens far
- 1991 – Rena rama turen
- 1992 – Kapten Trubbel
- 1995 – Brudens far 2
- 1996 – Mars Attacks!
- 1997 – Djungel till djungel
- 1998 – Prinsen av Egypten
- 1999 – Alice i Underlandet
- 2001 – Drömprinsen
- 2001 – Jimmy Neutron: Underbarnet
- 2002 – Skattkammarplaneten
- 2003 – De 101 dalmatinerna II – Tuffs äventyr i London
- 2004 – Barbie som prinsessan och tiggarflickan
- 2004 – Jiminy Glick in Lalawood
- 2006 – Nu är det jul igen 3
- 2008 – Spiderwick
- 2011 – Hoodwinked 2
- 2012 – Madagaskar 3
- 2012 – Frankenweenie
- 2014 – Inherent Vice
- 2018 – Bumblebee
- 2019 – Familjen Addams
- 2020 – Syskonen Willoughby
- 2021–2024 – Only Murders in the Building (TV-serie) (även producent)